# Il Tempio delle Clessidre
Il Tempio delle Clessidre è un gruppo musicale rock progressive fondato nel 2006 a Genova.
Il nome del gruppo rimanda ad un brano inserito nella suite di Zarathustra, album dei Museo Rosenbach.

## Storia
Il gruppo nasce grazie ad un incontro tra Elisa Montaldo, tastierista e compositrice appassionata di prog rock e il cantante dei Museo Rosenbach, Stefano Galifi. In fase di sperimentazione, il gruppo esegue dal vivo l'intero album Zarathustra e in seguito pubblica nel 2010 il primo omonimo album dall'etichetta indipendente Black Widow Records: in esso si scorge la passione per il progressive, il doom e l'hard rock. Si possono trovare influenze britanniche, come ad esempio King Crimson, Genesis e Gentle Giant, ma anche nostrane come Banco del Mutuo Soccorso, Balletto di Bronzo e gli stessi Museo Rosenbach. L'album ha ottenuto ottimi riscontri nell'ambito progressive, tanto da essere inserito tra i migliori venti album italiani di sempre del genere dal sito ProgArchives. È stato presentato interamente dal vivo l'8 ottobre 2011 a Seul.
Nel 2012 partecipa all'ultima edizione del NEARfest in Pennsylvania.
Nel 2013 il gruppo pubblica il suo secondo album, AlieNatura, mentre nel 2017 il terzo Il-lūdĕre entrambi per Black Widow Records.

## Discografia
- 2010 - Il tempio delle clessidre
- 2013 - AlieNatura
- 2017 - Il-lūdĕre

## Videografia
- 2014 - Live in Seoul

## Formazione

### Formazione attuale
- Francesco Ciapica (voce)
- Elisa Montaldo (tastierista)
- Fabio Gremo (basso)
- Giulio Canepa (chitarra)
- Mattias Olsson (batteria)

### Precedente (2010)
- Stefano "Lupo" Galifi (voce)
- Paolo Tixi (batteria)